# Andrea Loose
Andrea Loose (* 12. Februar 1972 in Crivitz, DDR) ist eine deutsche Juristin. Sie ist seit dem 1. Oktober 2018 Richterin am Bundessozialgericht.

## Leben und Wirken
Loose studierte zunächst in Halle/Saale, später in Marburg Rechtswissenschaften. Das Erste juristische Staatsexamen legte sie 1996, das Zweite juristische Staatsexamen 1999 ab. 2001 trat sie in den Justizdienst der Freien und Hansestadt Hamburg ein. 2003 wurde sie zu dem Thema „Strafrechtliche Grenzen ärztlicher Behandlung und Forschung“ an der Philipps-Universität Marburg promoviert. Ab 2004 war sie als Richterin am Sozialgericht Hamburg tätig. 2012 erfolgte ihre Ernennung zur Richterin am Landessozialgericht beim Landessozialgericht Hamburg. 2013 wechselte sie zum Landessozialgericht Niedersachsen-Bremen. Seit dem 1. Oktober 2018 ist sie Richterin am Bundessozialgericht und gehört dort dem 6. Senat an.
Loose ist verheiratet.
Sie ist unter anderem Autorin von Kommentierungen zum Recht der Grundsicherung für Arbeitsuchende.